# 海巡173轮
海巡173轮是中華人民共和國交通运输系统裡規模最大的航标船。該船舶总长73.34米，船宽14米，设计航速15节，排水量2228吨，使用北斗衛星導航系統。2020年7月22日，該船列编中華人民共和國交通運輸部南海航海保障中心广州航标处，用於在南海海区西沙、南沙水域布设和巡视燈塔、燈樁和浮標以及在粤港澳大湾区對导航助航设施進行维护保养。